# Iván Sánchez-Rico Soto
Iván Sánchez-Rico Rico, conhecido como Riki, (Aranjuez, 11 de agosto de 1980) é um ex-futebolista espanhol que atuava como atacante.

## Clubes
| Clube                  | País    | Ano           | Partidas (Liga) | Gols (Liga) |
| ---------------------- | ------- | ------------- | --------------- | ----------- |
| Real Aranjuez          | Espanha | 1999-2000     | ?               | ?           |
| Real Madrid C          | Espanha | 2000-2002     | ?               | ?           |
| Real Madrid B          | Espanha | 2002-2004     | 51              | 20          |
| Getafe CF              | Espanha | 2004-2006     | 61              | 10          |
| Deportivo de La Coruña | Espanha | 2006-2013     | 204             | 52          |
| Granada CF             | Espanha | 2013-presente | 0               | 0           |